# Sneslev Sogn
Sneslev Sogn 
ist eine Kirchspielsgemeinde (dän.: Sogn)
auf der Insel Sjælland im südlichen Dänemark.
Bis 1970 gehörte sie zur Harde Ringsted Herred im damaligen Sorø Amt, danach zur Ringsted Kommune im Vestsjællands Amt, die im Zuge der  Kommunalreform zum 1. Januar 2007 Teil der Region Sjælland geworden ist.
Im Kirchspiel leben 670 Einwohner, davon 408 im Kirchdorf (Stand: 1. Januar 2023).
Im Kirchspiel liegt die Kirche „Sneslev Kirke“.
Nachbargemeinden sind im Westen Vetterslev Sogn, im Norden Ringsted Sogn und Farendløse Sogn und im Osten Ørslev Sogn, ferner in der südöstlich benachbarten Faxe Kommune Øde Førslev Sogn und in der südwestlich benachbarten Næstved Kommune Aversi Sogn und Tybjerg Sogn.